# Sadat X
Sadat X, właśc. Derek Murphy (ur. 29 grudnia 1968 w New Rochelle) – amerykański raper, członek zespołu Brand Nubian. Inspiracją dla jego utworów jest przynależność do The Nation of Gods and Earths. W 2008 roku wystąpił gościnnie na albumie polskiego rapera O.S.T.R. Ja tu tylko sprzątam w utworze "Keep It Classy".

## Dyskografia
Opracowano na podstawie źródła.

### Albumy studyjne
- Wild Cowboys (1996)
- The State of New York vs. Derek Murphy (2000)
- Experience & Education (2005)
- Black October (2006)
- Generation X (2008)
- Brand New Bein’ (2009)
- Wild Cowboys II (2010)
- Love, Hell Or Right (2013)
- Never Left (2015)
- Agua (2016)